# Gino Pilotino
Gino Pilotino è un gioco di abilità pubblicato nel 2012 in Italia da Editrice Giochi. Prodotto nel 1992 da Milton Bradley con il nome originale di Looping Louie, viene commercializzato in Italia nel 1992, e in una nuova edizione nel 2005. Dal 2012 l'edizione italiana ha preso il nome di Picchiatello.

## Come si gioca

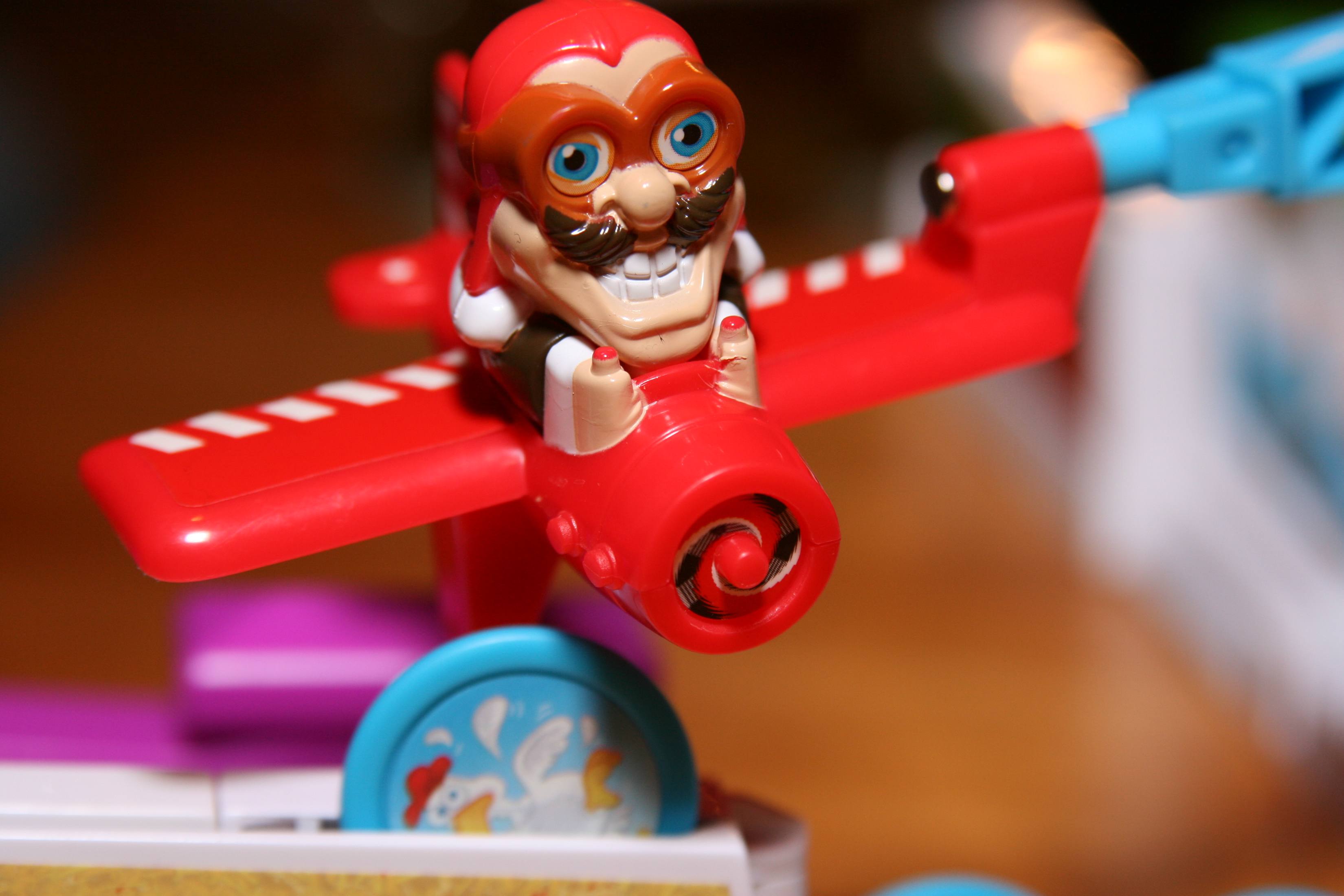
Un primo piano di Picchiatello/Gino Pilotino

Gino Pilotino/Picchiatello vola con il suo aeroplano sopra i pollai dei giocatori tentando di insidiare in picchiata le galline (rappresentate da gettoni). I giocatori devono respingere gli attacchi del pilota cercando di salvare le galline e cercando di mandarlo su quelle degli avversari.
Quando l'aereo colpisce un gettone-gallina, questo scivola nel pollaio e viene eliminato; dopo aver perso 3 galline, il giocatore è fuori gioco.
Ogni giocatore controlla una piccola catapulta con la quale può respingere gli attacchi di Picchiatello.
Regolando la catapulta si riduce o amplia l'area utilizzata per respingere l'aereo, scegliendo così il livello di difficoltà.
L'ultimo giocatore che rimane con uno o più gettoni-gallina nel proprio pollaio è il vincitore.

## Materiali
È realizzato in plastica e alimentato a batterie.
Contenuto:
- 1 Gino Pilotino/Picchiatello sul suo aeroplano;
- 1 motore centrale alimentato a batterie;
- 1 braccio centrale con supporto per l'aeroplano;
- 4 catapulte in quattro colori differenti;
- 12 gettoni-gallina.

## Premi e riconoscimenti
Il gioco ha vinto i seguenti premi:
- 1994 - Spiel des Jahres: nella categoria Miglior gioco per bambini[2];
- 1994 - Deutscher Spiele Preis: Special Price Action game[3];
- 2006 - Schweizer Spielepreis: Giochi per bambini: 3º posto.